# Karol Jeremiasz Bérauld du Pérou
Karol Jeremiasz Bérauld du Pérou SJ, Charles-Jéremie Bérauld du Pérou (ur. 17 listopada 1737 w Saint-Martin de Meursac w diecezji La Rochelle, zm. 2 września 1792 w Paryżu) – błogosławiony Kościoła katolickiego, męczennik, ofiara prześladowań antykatolickich okresu francuskiej rewolucji.
Do Towarzystwa Jezusowego wstąpił w 1753 roku. Po studiach odbytych w paryskiej Lycée Louis-le-Grand prowadził działalność pedagogiczną na uniwersytecie w Nancy (Université de Pont-à-Mousson). Od 1762 roku przebywał w seminarium Saint-Firmin. Przystał później do eudystów i tam został aresztowany. Zamordowany został w klasztorze karmelitów 2 września 1792 roku dołączając do grupy 300 duchownych ofiar tak zwanych masakr wrześniowych.
Dzienna rocznica śmierci jest dniem kiedy wspominany jest w Kościele katolickim.
Karol Jeremiasz Bérauld du Pérou znalazł się w grupie 191 męczenników z Paryża beatyfikowanych przez papieża Piusa XI 17 października 1926.